# Discos ópticos da Nintendo
Os discos ópticos da Nintendo são os formatos dos discos ópticos utilizados para distribuir os jogos eletrônicos lançados pela empresa japonesa Nintendo. Fazem parte deles os discos do Nintendo GameCube, Wii e Wii U. O tamanho dos discos ópticos do Nintendo GameCube são menores (mini DVD) em relação aos discos do Wii (DVD) e do Wii U. Os discos feitos para o console Wii, apenas podem ser usados pelo próprio console, mas o aparelho tem a capacidade de rodar os discos feitos para o GameCube (exceto o Wii Mini e Wii Family Edition). Já sistema Wii U é compatível com os discos do Wii, porém não é compatível com os discos do Nintendo GameCube.

## Formato

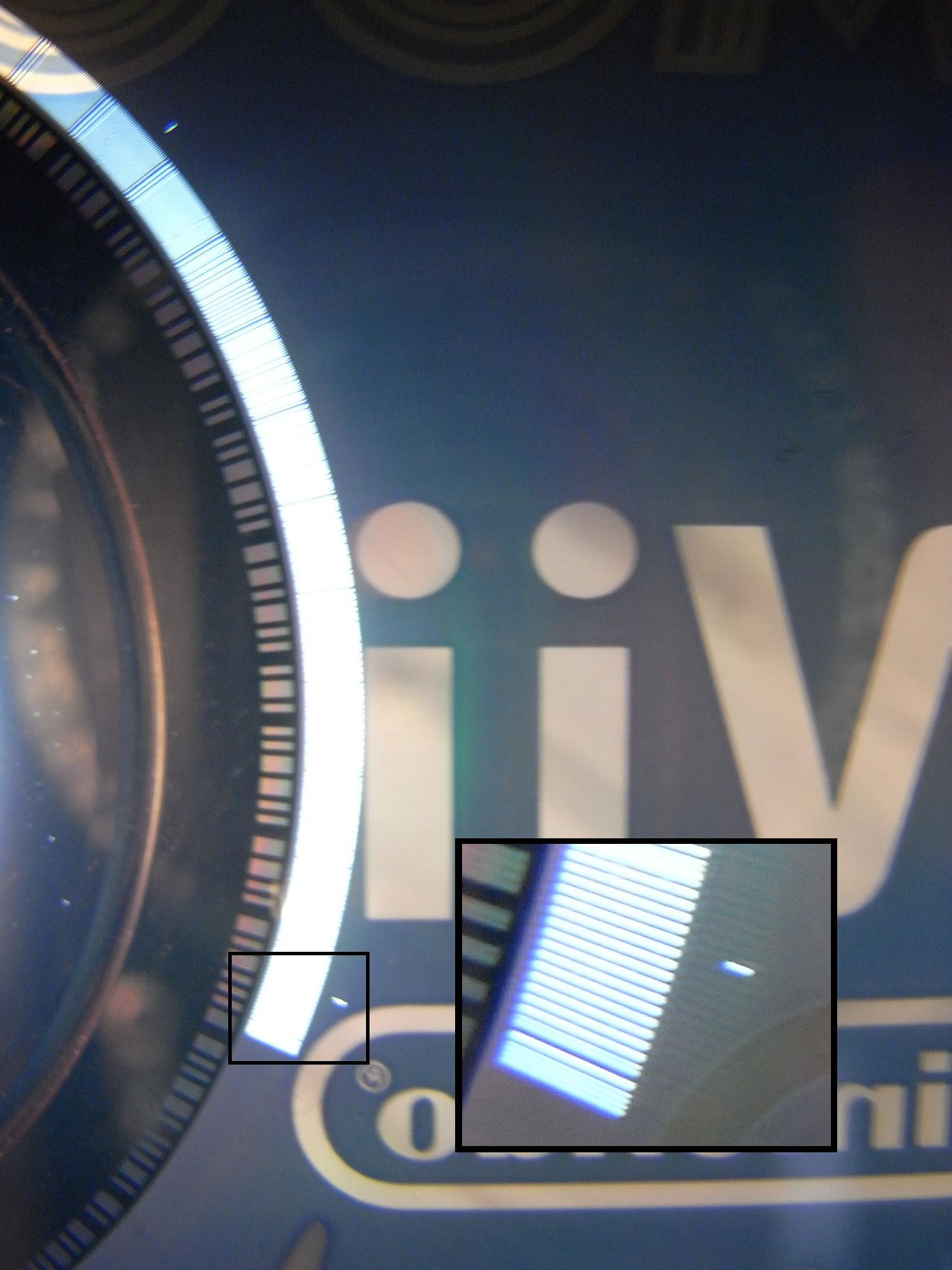
Disco optico nintendo

### Nintendo GameCube
O disco óptico do Nintendo GameCube (DOL-006) é a mídia de armazenamento do Nintendo Game Cube, criado pela Matsushita (agora Panasonic), e mais tarde estendida para uso no Wii por meios de compatibilidade reversa. O Game Cube Game Disc é um mini DVD de 1.5 GB e 8 cm de diâmetro, baseado na tecnologia que lê em uma velocidade angular constante da borda do disco ao centro do disco. Ele foi escolhido pela Nintendo para procurar impedir a infração de direitos autorais dos seus jogos, evitar pagar taxas de licenciamento ao Fórum DVD e reduzir tempos de carregamento.
O Disco de Jogo do Game Cube foi criticado por sua capacidade de armazenamento relativamente pequena, que fez com que alguns jogos com grandes montantes de dados tivessem de ser distribuídos em dois discos — como Resident Evil 4, Metal Gear Solid: The Twin Snakes e Tales of Symphonia. As cenas de vídeo full-motion e o áudio de alguns jogos também tiveram de sofrer compressão ligeiramente maior para caberem em um disco único, com perda de qualidade. Antes do Nintendo GameCube, os consoles da Nintendo tradicionalmente usavam cartuchos como mídia.

### Wii
Para o Wii, a Nintendo estendeu a tecnologia para usar o tamanho grande, de 12 cm de diâmetro, baseado no  disco de 4.7/8.5 GB (RVL-006), e pôde ter os benefícios do Nintendo GameCube Game Disc e mais a capacidade padrão de um DVD-ROM de camada dupla. Embora o Wii possa utilizar discos de camada dupla, todos os títulos foram de camada única até o lançamento do Super Smash Bros. Brawl. Com o lançamento de Super Smash Bros. Brawl, a Nintendo admitiu que alguns sistemas Wii tiveram problemas ao ler discos dual-layer devido a uma lente de raio laser suja. A Nintendo passou a oferecer manutenção gratuita para sistemas com problemas de leitura de discos de camada dupla, apesar da posição de garantia.

### Wii U
Alegando controle de custos, o Wii U também utiliza um formato de disco óptico desenvolvido e fornecido pela Panasonic, baseando-se no BD-ROM (WUP-006), com uma capacidade de 25 GB por camada. Os discos ópticos utilizados para a Wii U diferem de outros formatos de discos ópticos em que eles têm, bordas suaves e arredondadas.
É mais provável que o disco óptico do Wii U seja muito similar no projeto físico e especificações como o disco Blu-ray pelo fato da Panasonic ser um dos maiores detentores de patentes em tecnologia Blu-ray. Também deve-se ao fato de que não seria possível ter 25 GB em dados por camada sem ter os dados para mais perto da superfície do disco, como um Blu-ray.

## Burst cutting area (BCA)

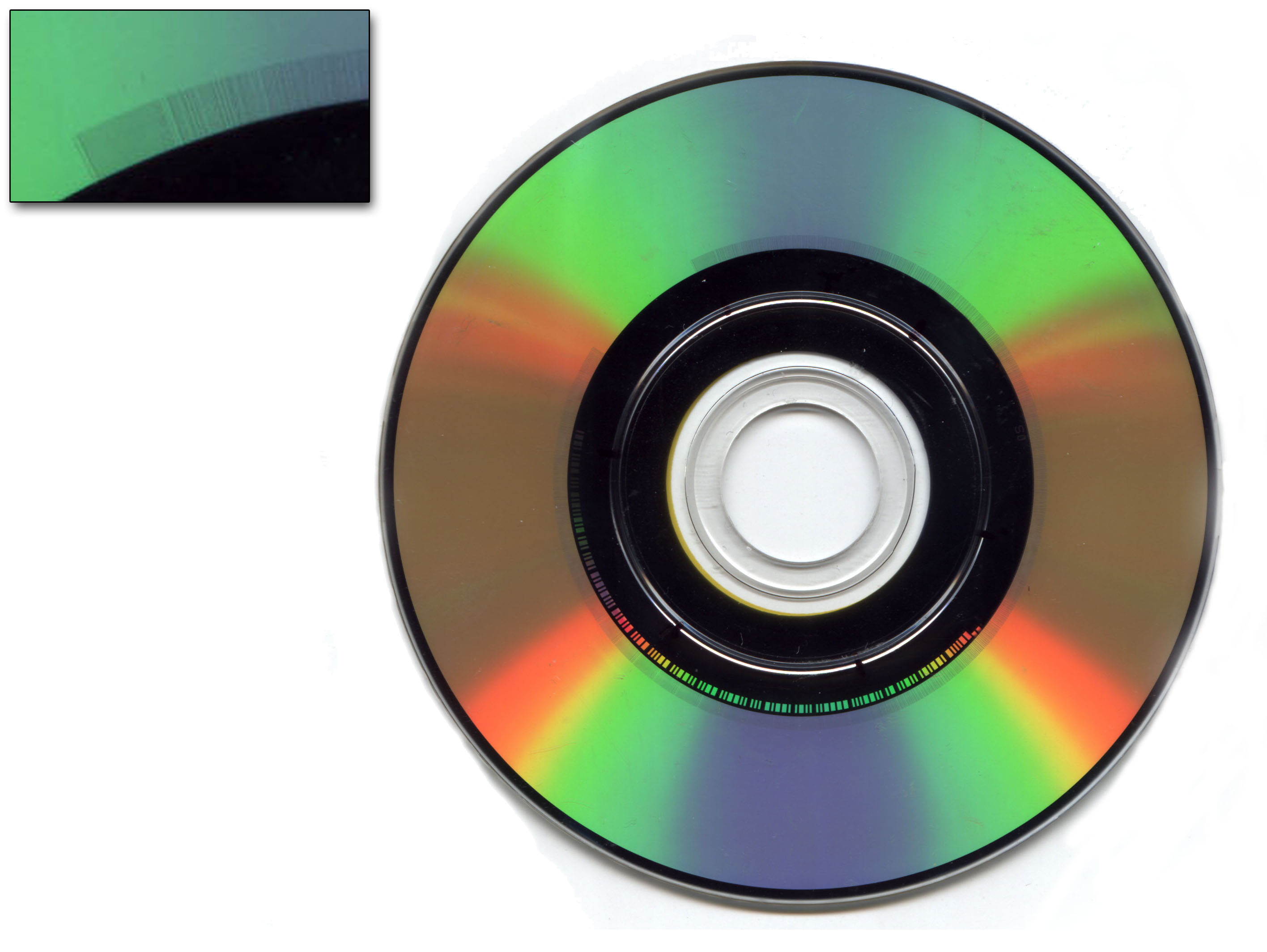
Marca BCA em um DVD de 8 cm

Cada disco óptico da Nintendo contém uma marca de BCA, um tipo do código de barra que é escrito no disco com um laser YAG. Outro exemplo de mídia de DVD com marcas de BCA é o formato de DIVX descontinuado.
Uma marca de BCA é visível ao olho nu. Não deve ser confundida com a marca de IFPI que está em todos os discos ópticos. O BCA é descrito no Annex K da especificação física do DVD, e pode ser visto entre o raio 22.3 mm (0.0/-0.4mm) e 23.5 mm (/-0.5mm).